# Akins
Akins és una concentració de població designada pel cens dels Estats Units a l'estat d'Oklahoma. Segons el cens del 2000 tenia 449 habitants.

## Demografia
Segons el cens del 2000, Akins tenia 449 habitants, 164 habitatges, i 133 famílies. La densitat de població era de 12,8 habitants per km².
Dels 164 habitatges en un 40,2% hi vivien nens de menys de 18 anys, en un 70,1% hi vivien parelles casades, en un 6,7% dones solteres, i en un 18,9% no eren unitats familiars. En el 15,9% dels habitatges hi vivien persones soles el 6,7% de les quals corresponia a persones de 65 anys o més que vivien soles. El nombre mitjà de persones vivint en cada habitatge era de 2,74 i el nombre mitjà de persones que vivien en cada família era de 3,05.
Per edats la població es repartia de la següent manera: un 29% tenia menys de 18 anys, un 5,6% entre 18 i 24, un 30,3% entre 25 i 44, un 23,8% de 45 a 60 i un 11,4% 65 anys o més.
L'edat mediana era de 37 anys. Per cada 100 dones de 18 o més anys hi havia 107,1 homes.
La renda mediana per habitatge era de 28.750 $ i la renda mediana per família de 27.143 $. Els homes tenien una renda mediana de 22.083 $ mentre que les dones 16.750 $. La renda per capita de la població era d'11.996 $. Entorn del 18% de les famílies i el 20,6% de la població estaven per davall del llindar de pobresa.

## Poblacions més properes
El següent diagrama mostra les poblacions més properes.